# Piazza Navona
La piazza Navona (place Navone en français) est la plus grande place touristique de Rome en Italie. Située dans la partie nord du champ de Mars, à proximité du Panthéon, elle est construite sur les ruines du stade de Domitien du Ier siècle, dont elle conserve la forme exacte et quelques ruines. Elle est, avec son décor architectural monumental (fontaine des Quatre-Fleuves de Gian Lorenzo Bernini (dit Le Bernin), église Sainte-Agnès-en-Agone de Francesco Borromini…), l'un des plus beaux ensembles d'architecture baroque de Rome. En décembre 2005, le Project for Public Spaces a choisi la Piazza Navona comme la troisième meilleure place du monde.

## Le stade
La piazza Navona est, à l'origine, un stade construit par l'empereur Domitien, en 86. Domitien y instaura un cycle de jeux à la grecque : course à pied, pugilat, lancer du javelot et lancer du disque. Au Ve siècle, le stade n'est plus que ruines.

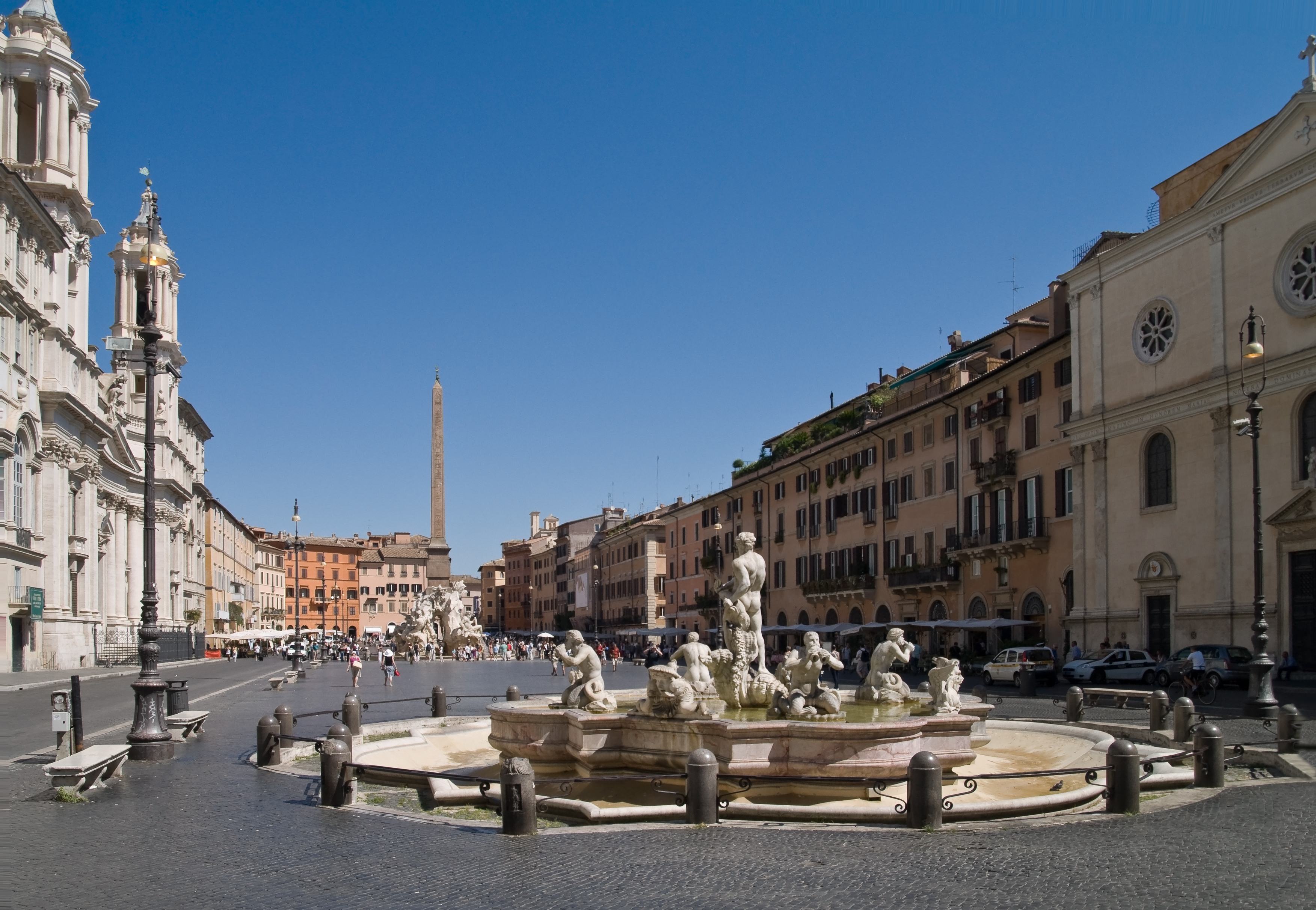
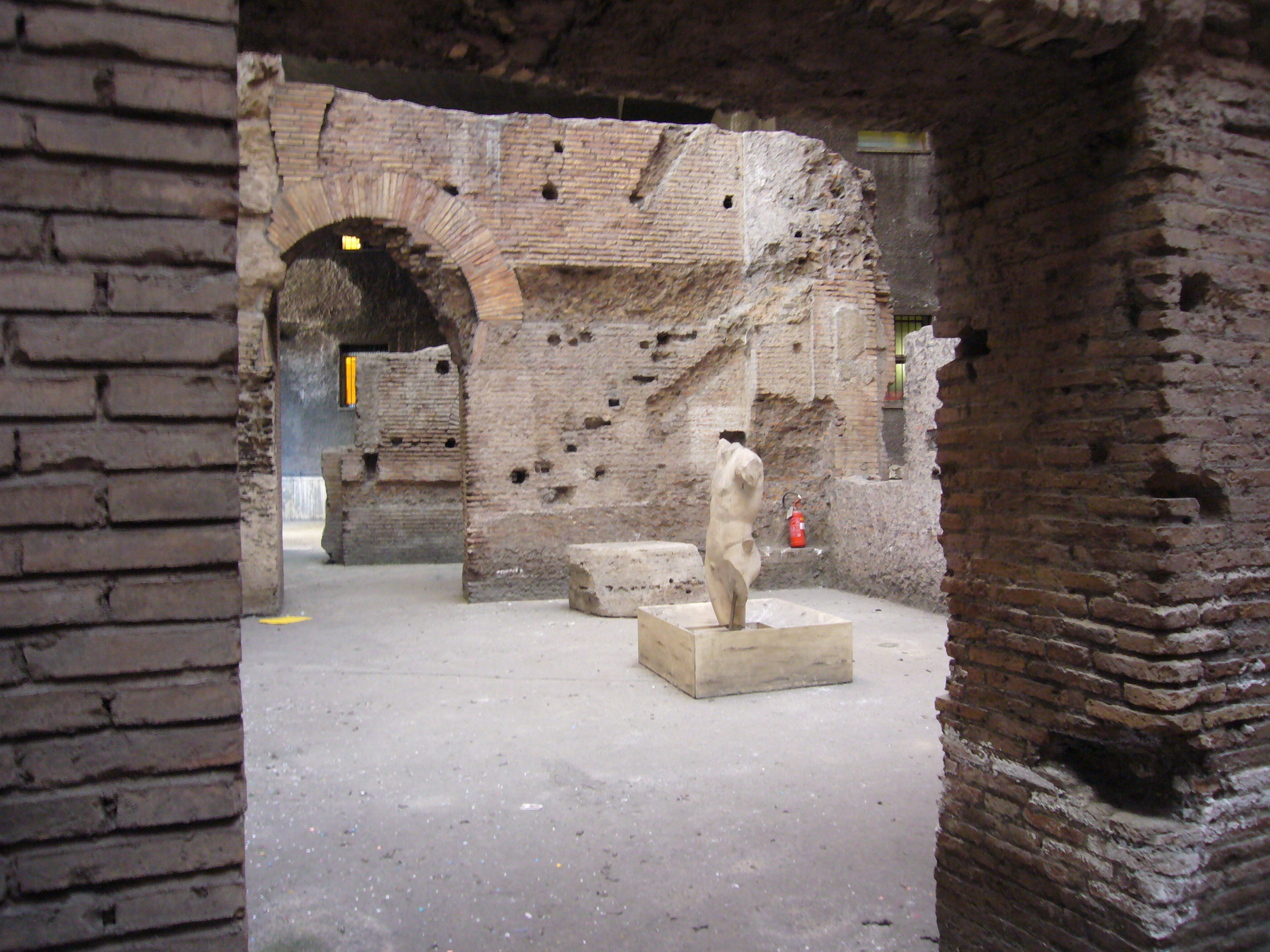
Vestiges du stade de Domitien
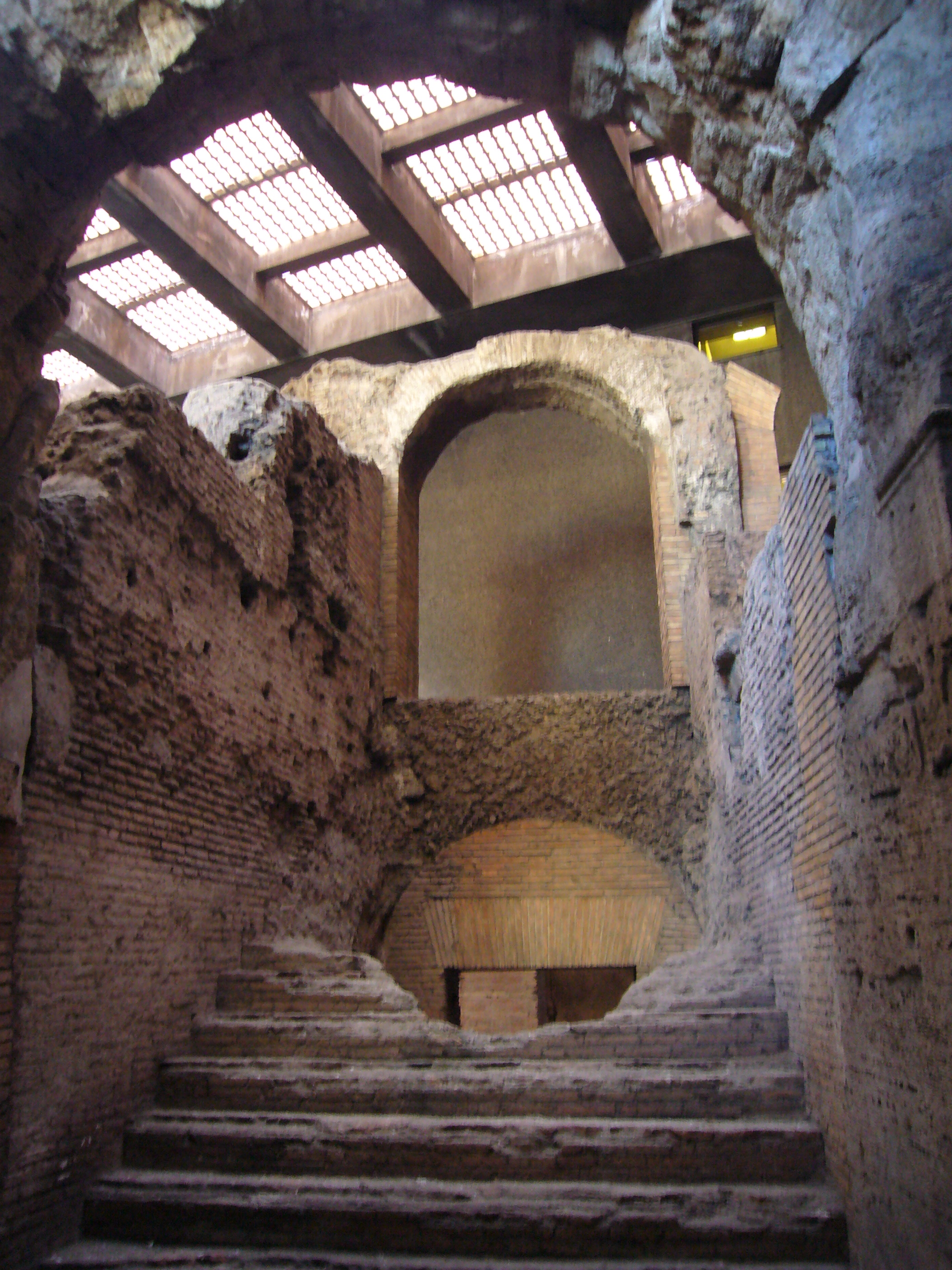

Son nom antique in agones (« lutte, compétition », voir l'article Agôn) se déforma en nagone, puis navone, et enfin navona qui évoque en italien une « grosse nef ». Le nom de l'église Sainte-Agnès en Agone perpétue aussi le souvenir de cette étymologie.
Le vieux monument ne retrouve vie qu'à la Renaissance, quand il devient l'une des plus belles places de Rome.

## La place baroque
C'est une œuvre phare de l'art baroque, pleine de courbes, d'effets (l'obélisque semble posé sur le vide, une grotte étant aménagée sous sa base) et de mouvements.
Une légende, est liée à la rivalité entre Le Bernin et Francesco Borromini. On prétend que la statue du Río de la Plata a le bras tendu de peur d'un effondrement de l'église Sainte-Agnès en Agone et aussi que la statue du Nil couvre son visage pour ne pas la voir. En fait, le visage de la statue est couvert d'un voile parce qu'on ne connaît pas encore les sources du Nil. Ce n'est qu'une légende, puisque la fontaine a été construite avant l'église, entre 1648 et 1651, alors que le début de la construction de Sainte-Agnès par Borromini n'est pas antérieur à 1652.

"
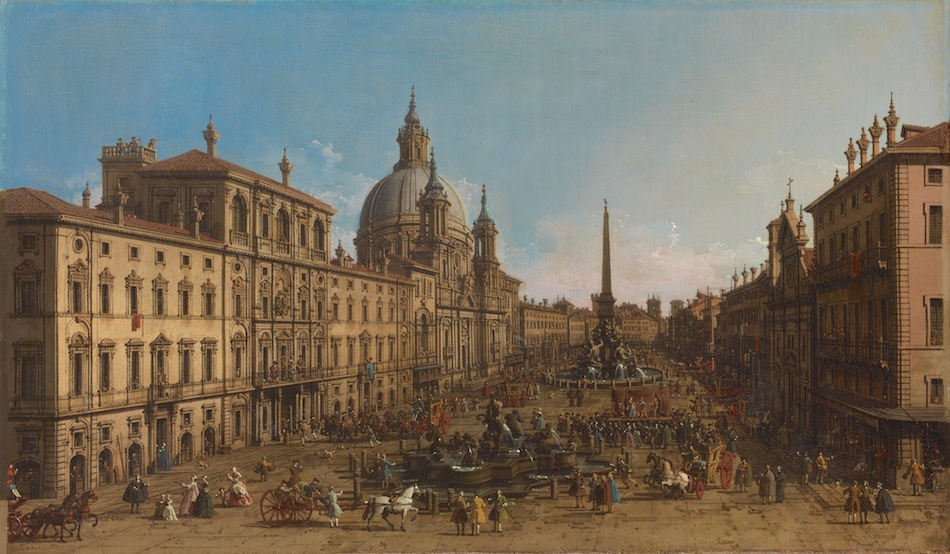
Vue de la piazza Navona par Canaletto 1750-1751
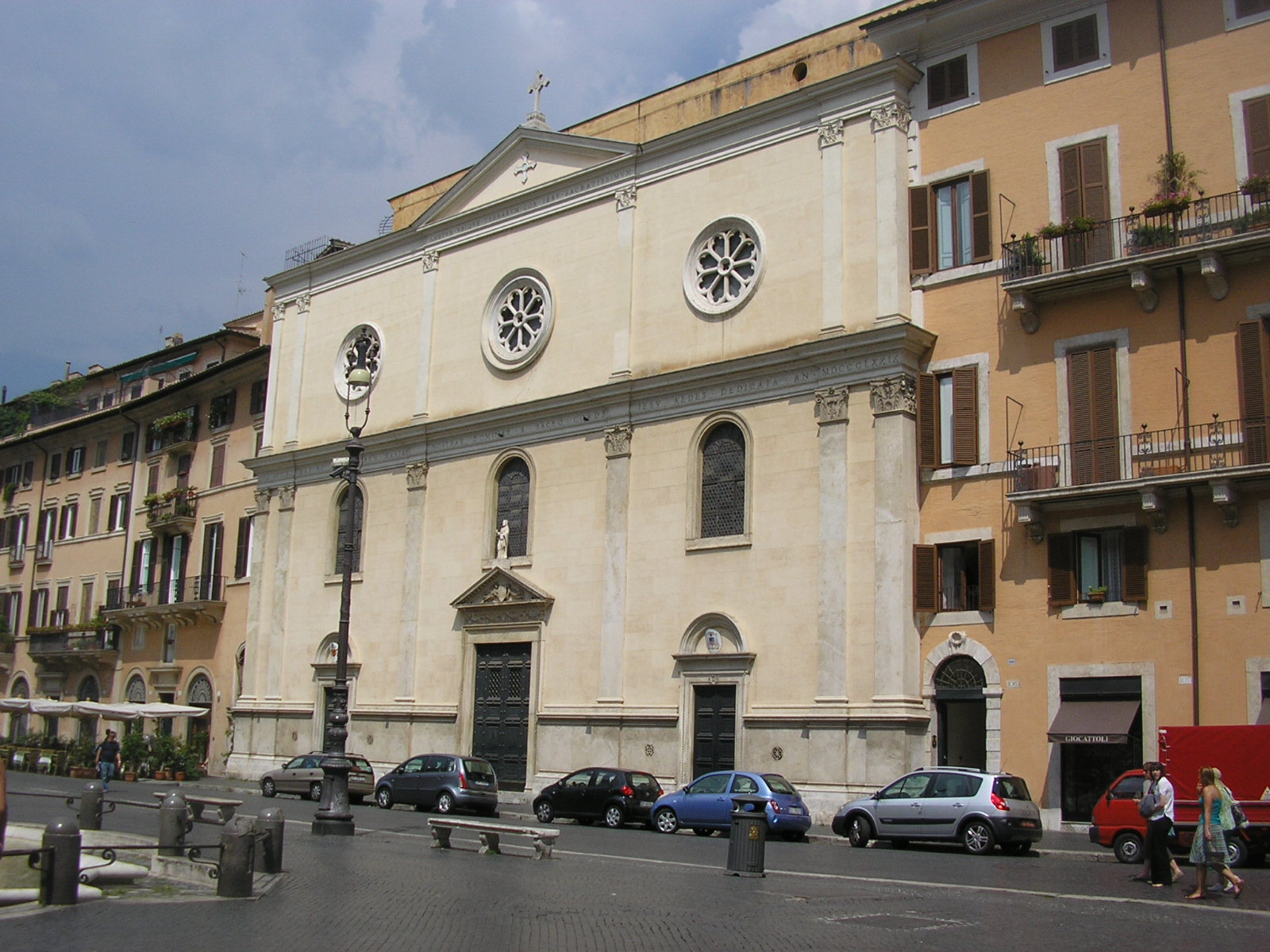
Église Notre-Dame du Sacré-Cœur
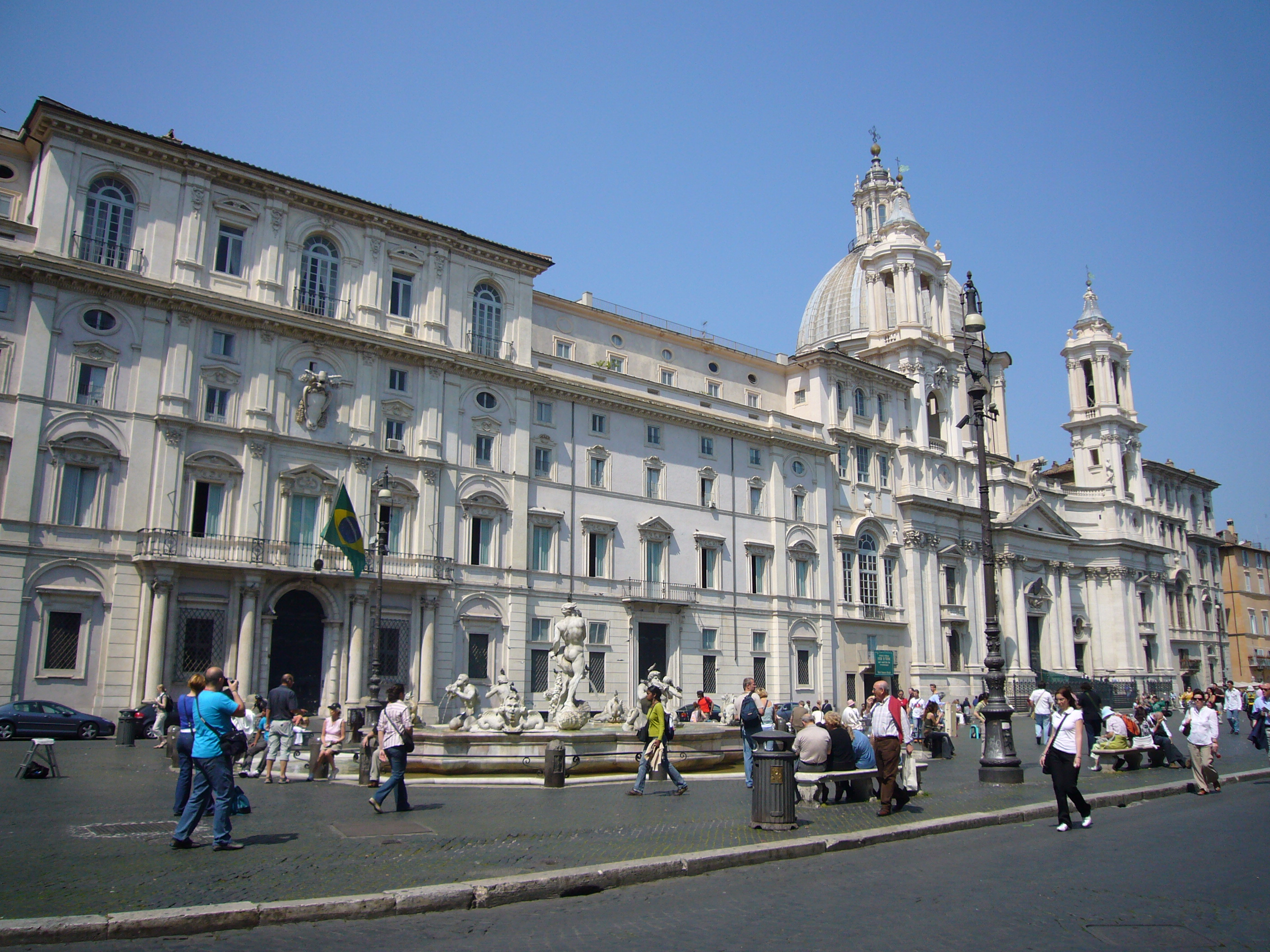
Palais Pamphilj et église Sainte-Agnès en Agone
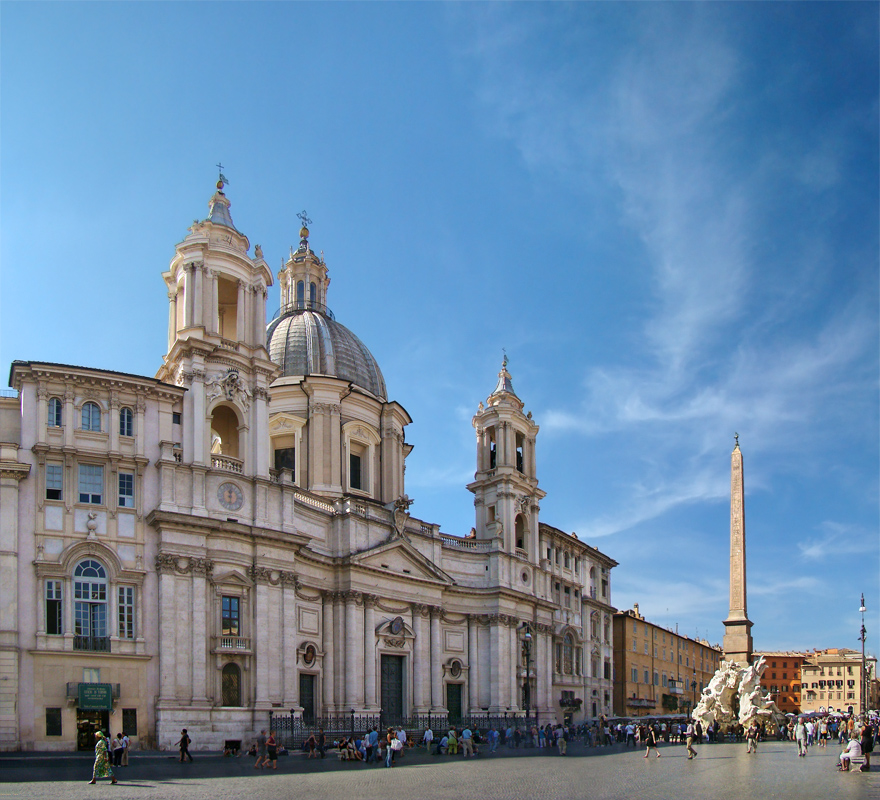
Église Sainte-Agnès en Agone et obélisque de la piazza Navona

La place  est ornée de trois fontaines. Celle du centre, dite « fontaine des Quatre-Fleuves » commandée à l'architecte Le Bernin par le pape Innocent X et achevée en 1651. Les quatre fleuves symbolisent les quatre parties du monde : le Danube pour l'Europe, le Nil pour l'Afrique, le Gange pour l'Asie et le Río de la Plata pour l'Amérique. Au centre de la fontaine se trouve l'obélisque de la piazza Navona portant en hiéroglyphe égyptien le nom de Domitien, lequel est surmonté d'une colombe, emblème de la famille Pamphili (famille noble romaine dont le palais Pamphili se situe sur la piazza Navona et qui donna plusieurs papes dont Innocent X, commanditaire de la fontaine).
Deux autres fontaines ornent cette place : la Fontaine de Neptune de Gregorio Zappalà (it) et Antonio Della Bitta, et la Fontaine du Maure de Giacomo della Porta, datant respectivement de 1574 et 1576. Le bassin de la fontaine de Neptune, disposé à l'une des extrémités de la place Navone, a reçu des ornements sculptés à la fin du XIXe siècle.

"
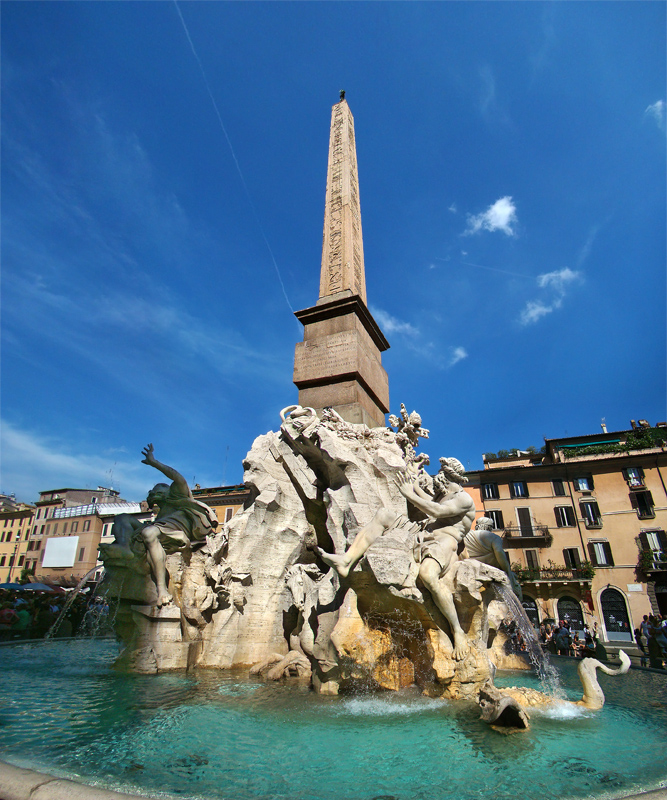
Fontaine des Quatre-Fleuves
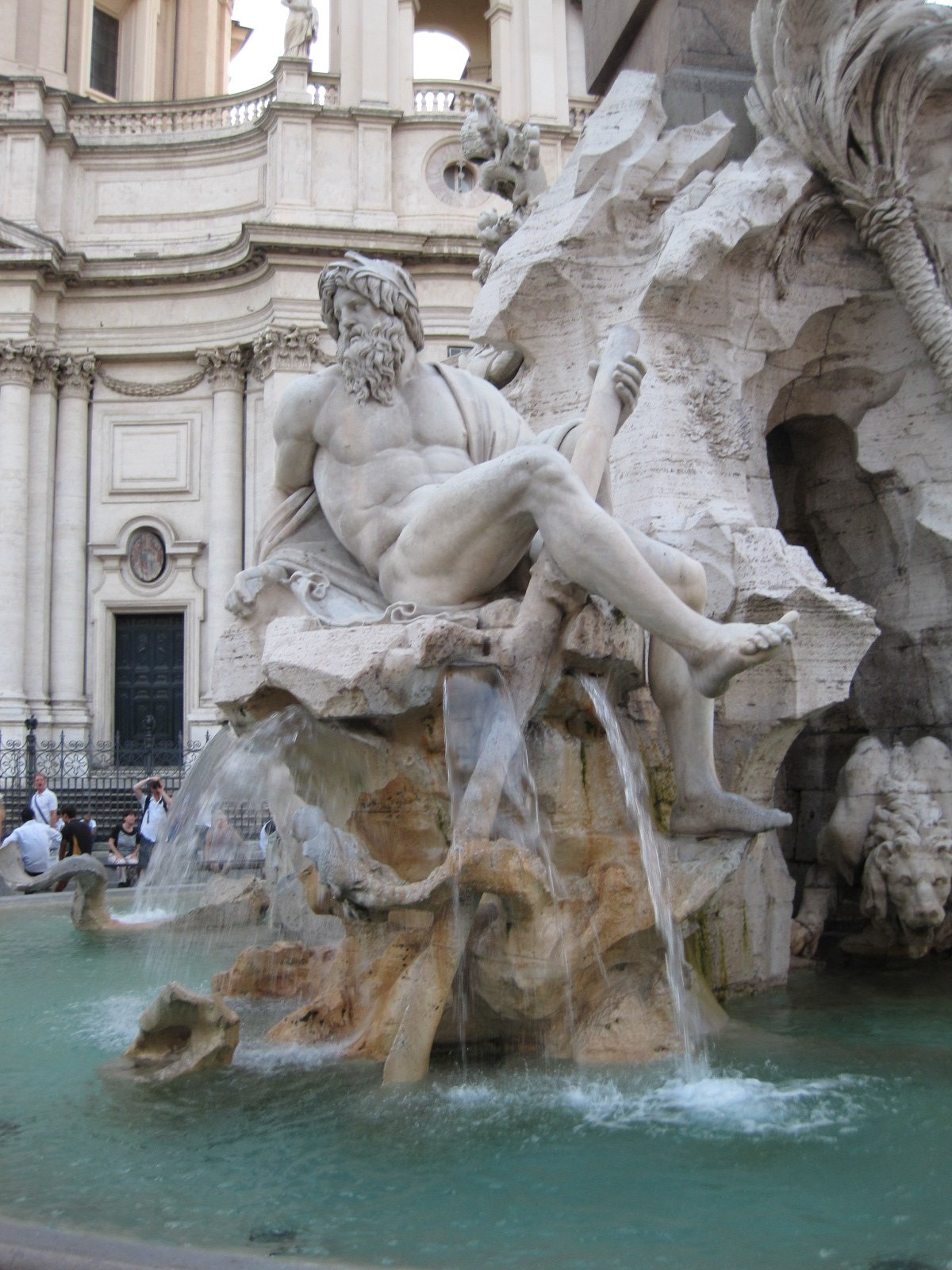
Statue représentant le Gange
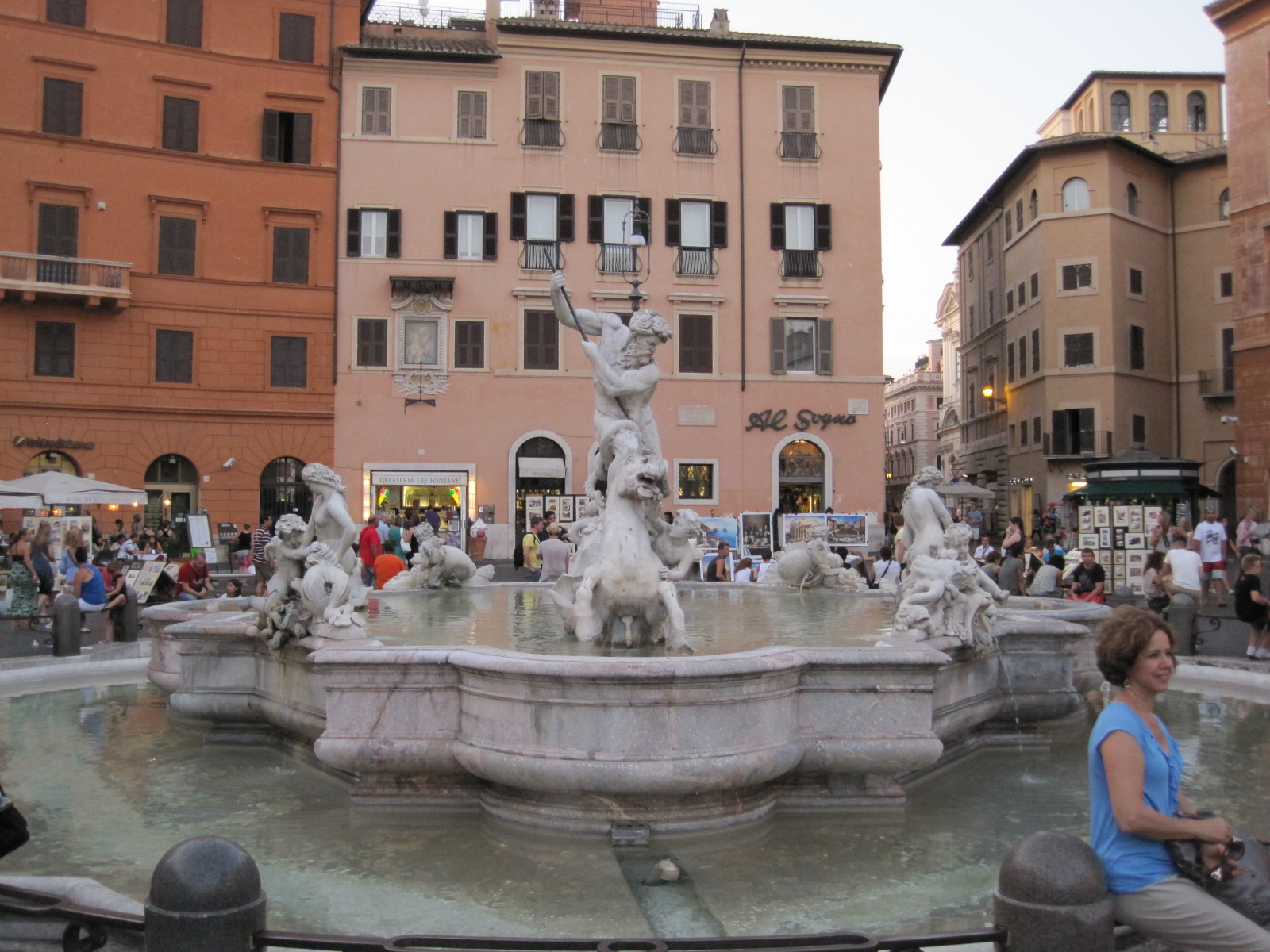
Fontaine de Neptune
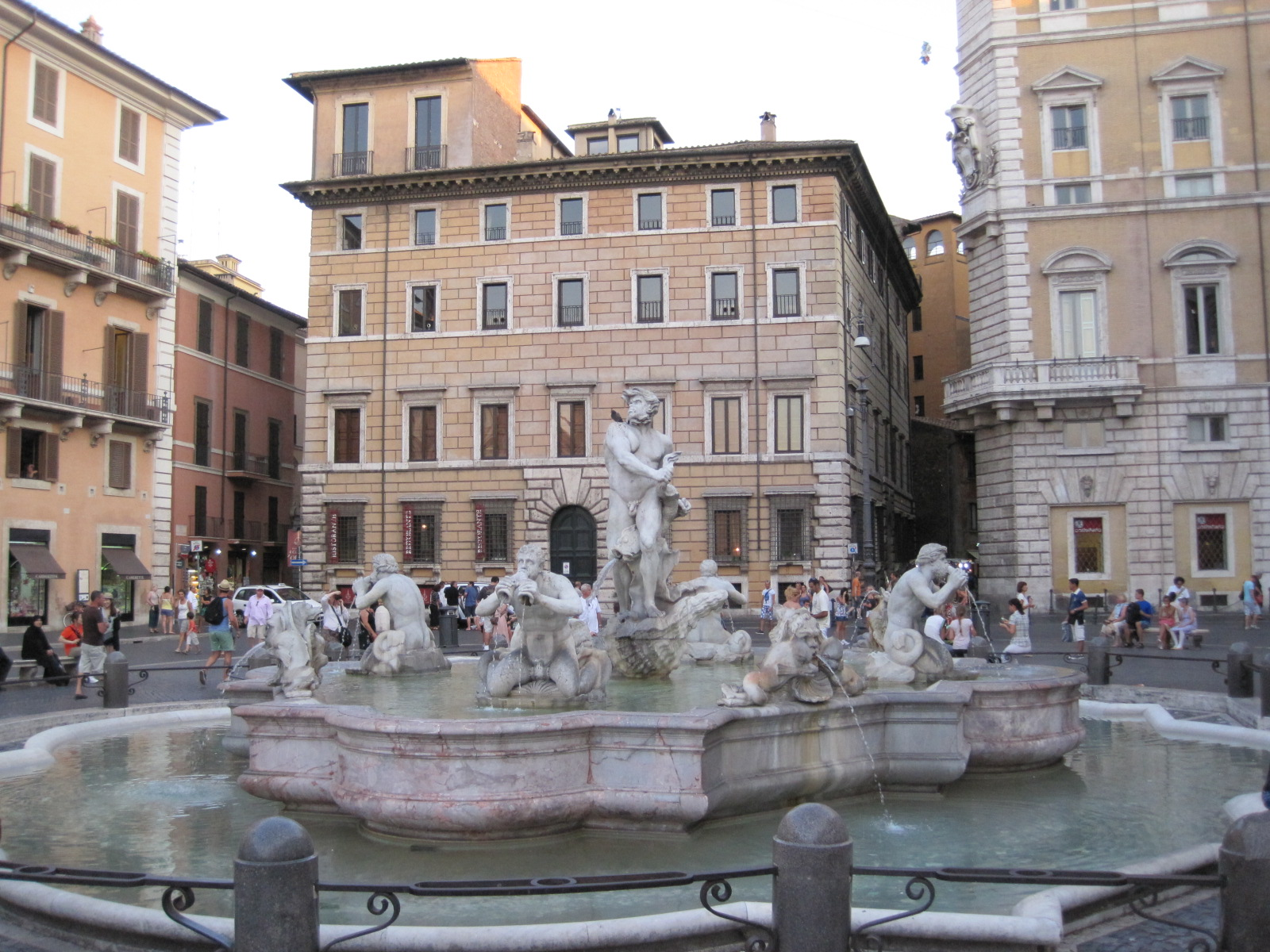
Fontaine du Maure

## Tourisme
Cette place de Rome est un des principaux lieux touristiques de la ville avec ses monuments, restaurants, terrasses, artistes et animations de rue…

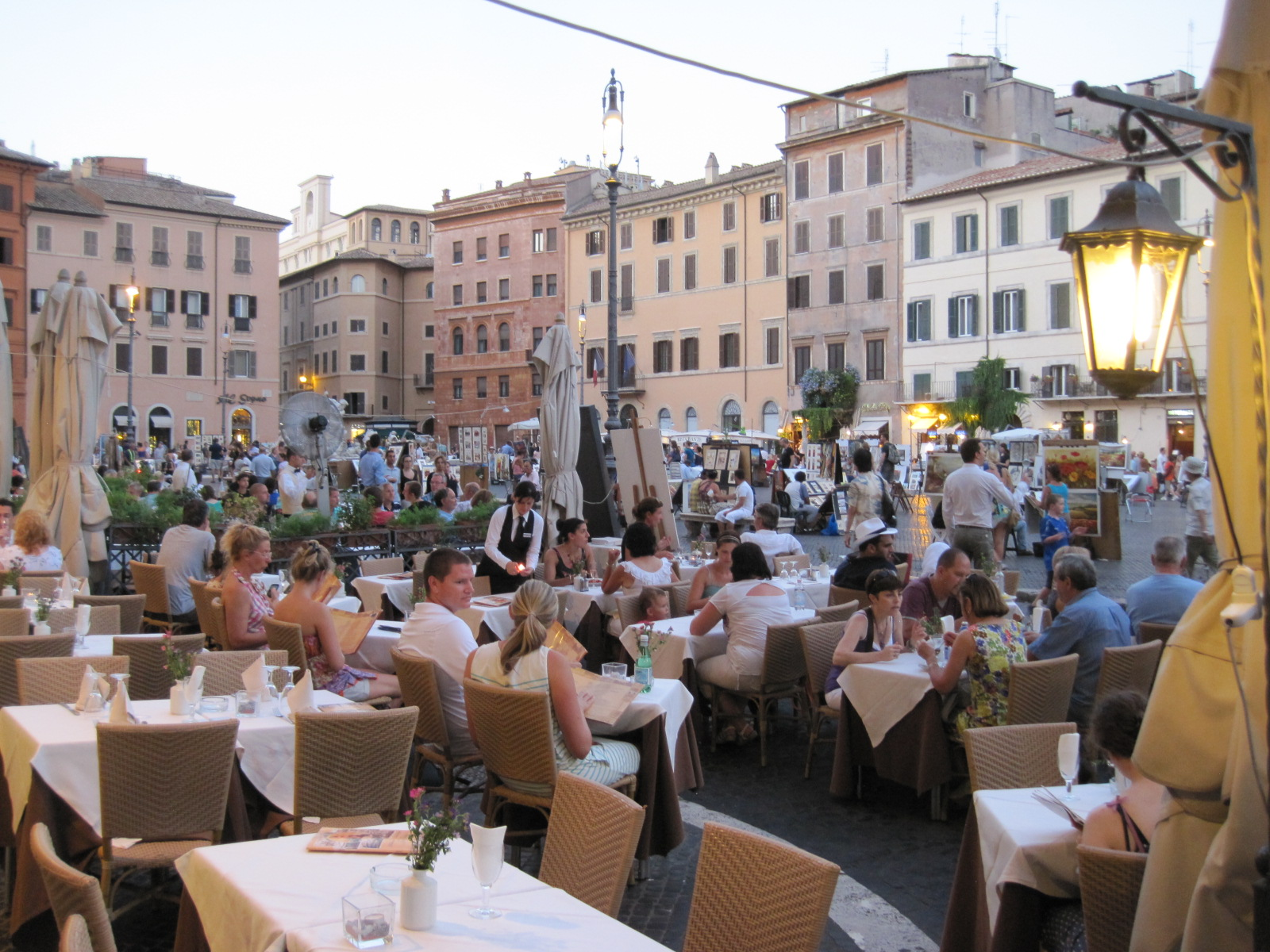
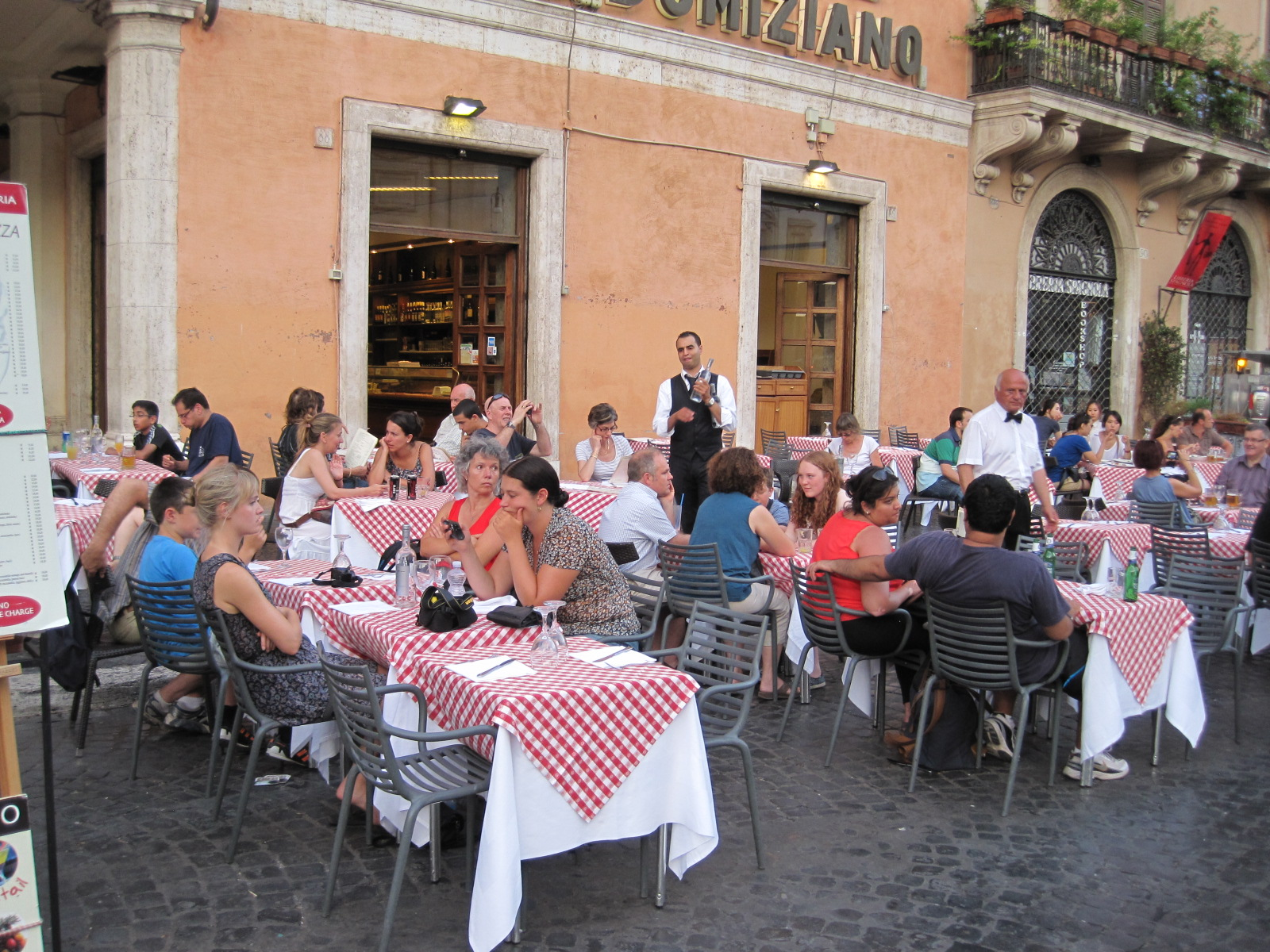
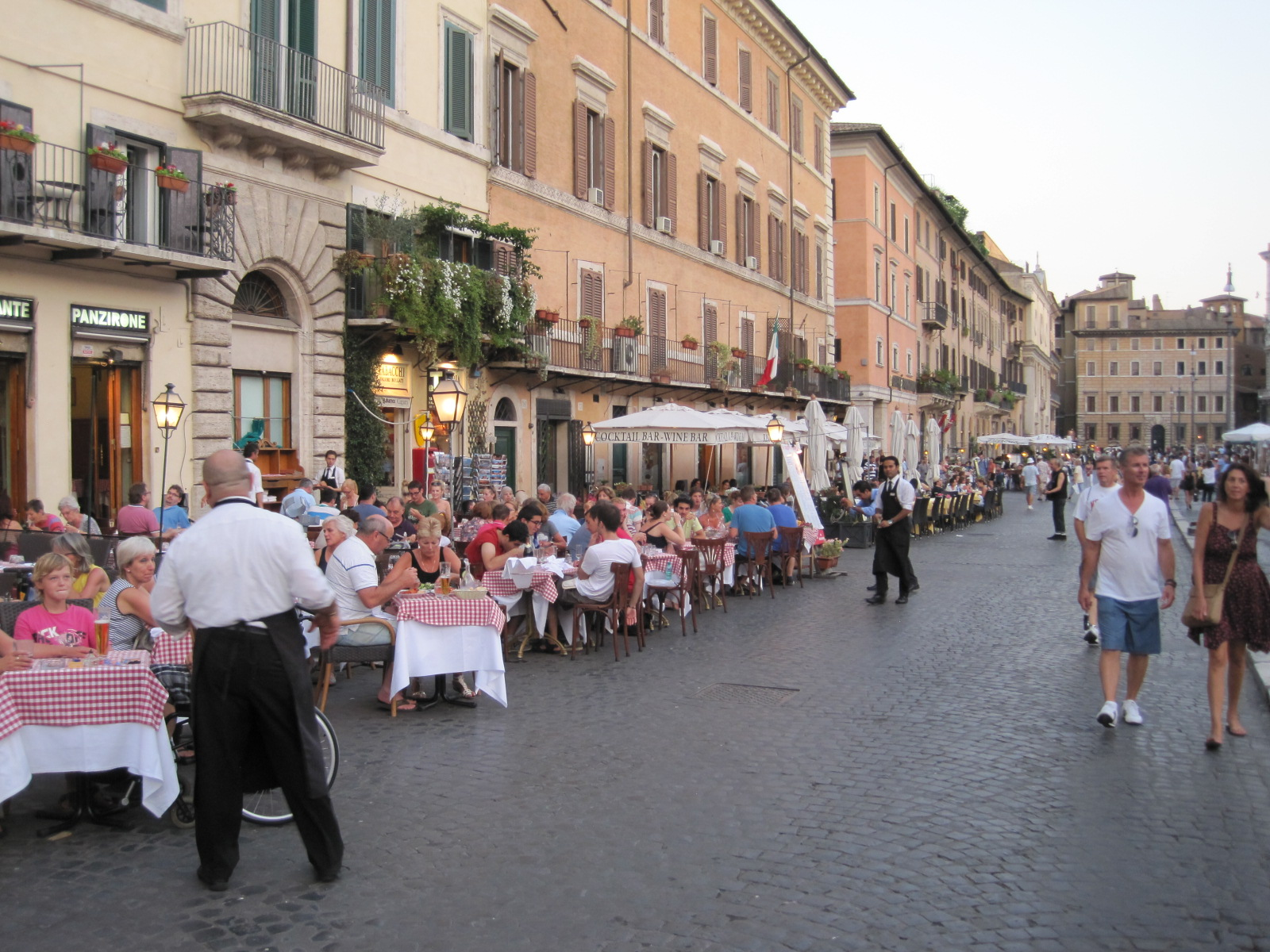
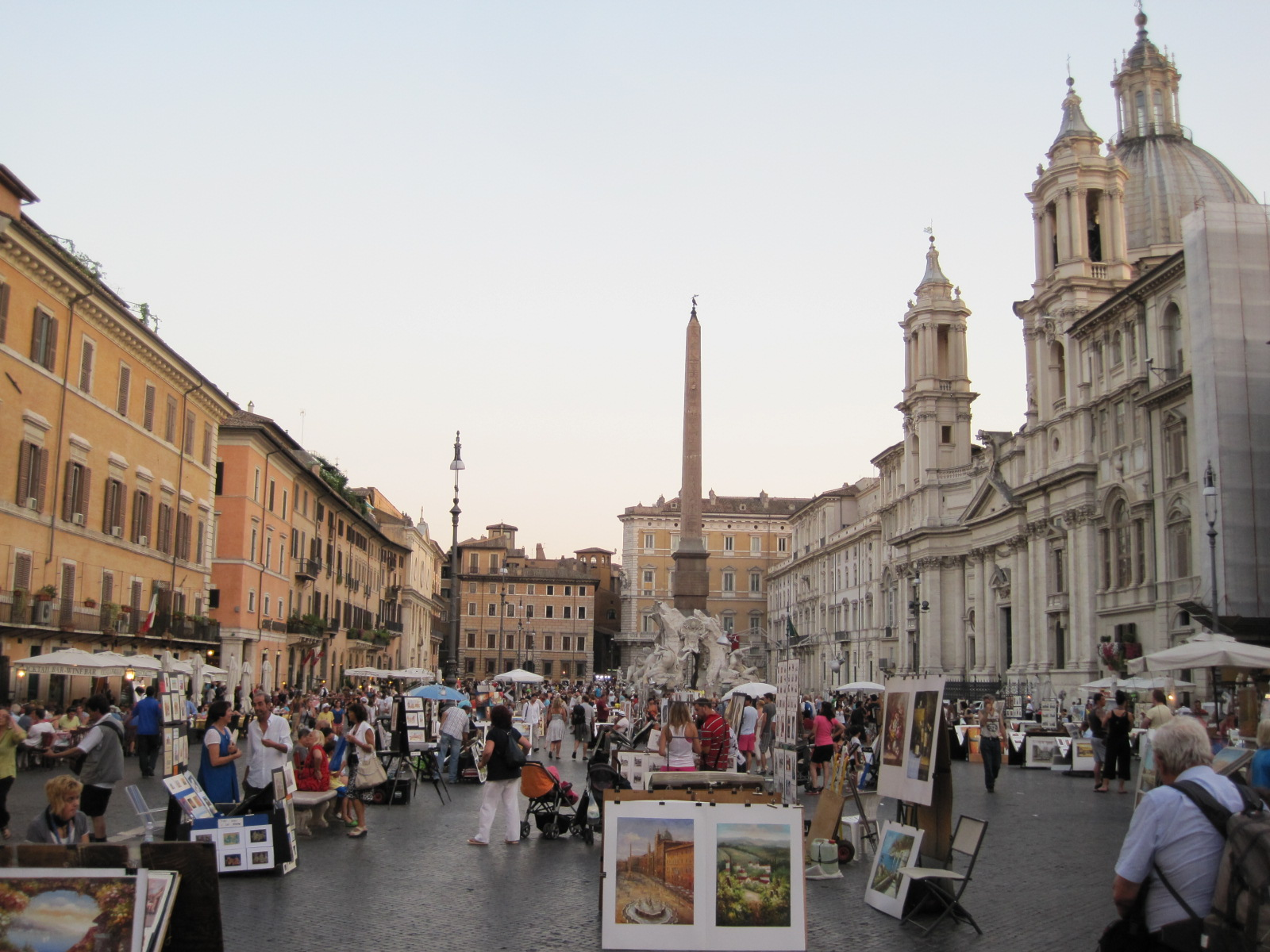
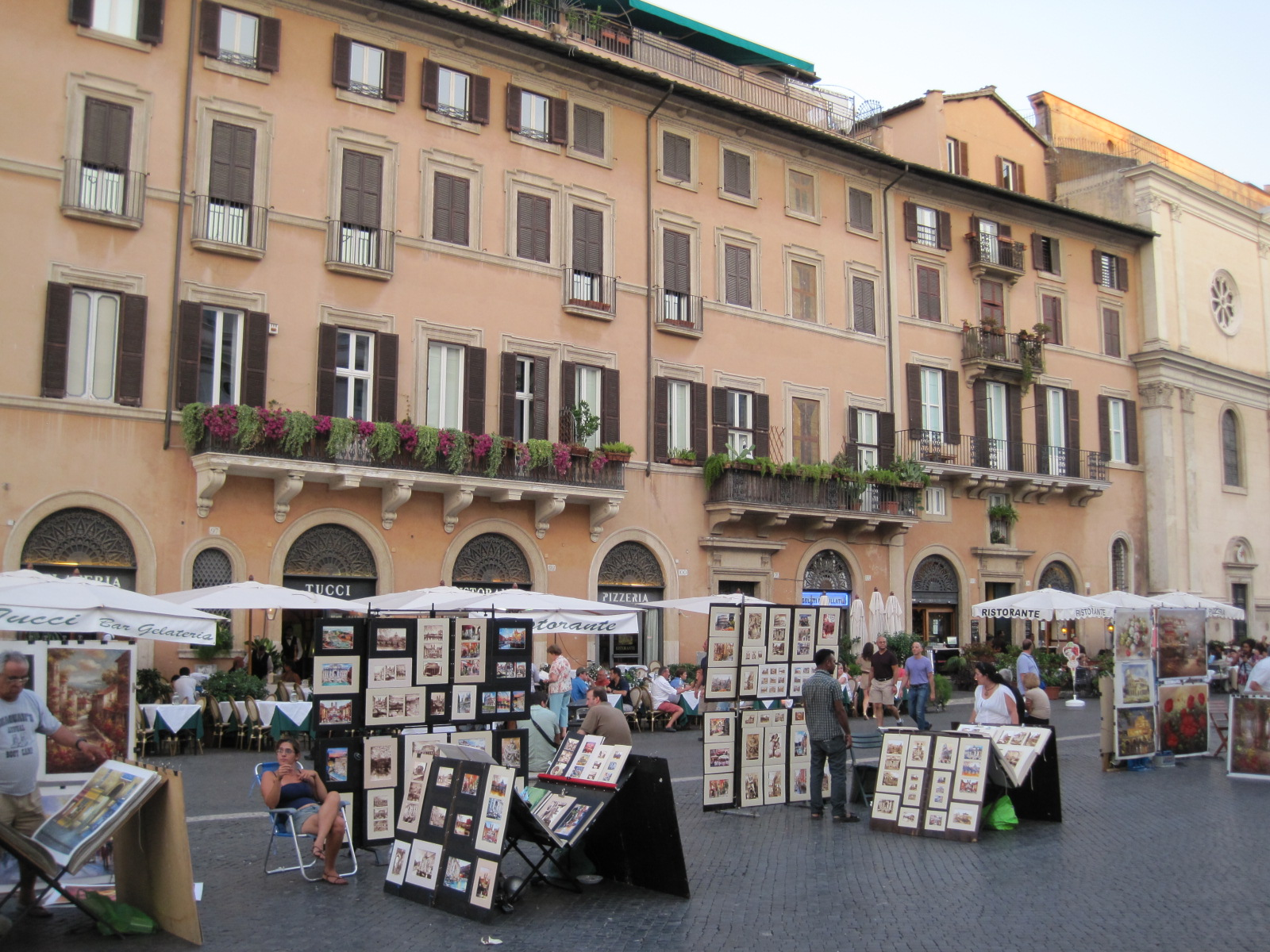
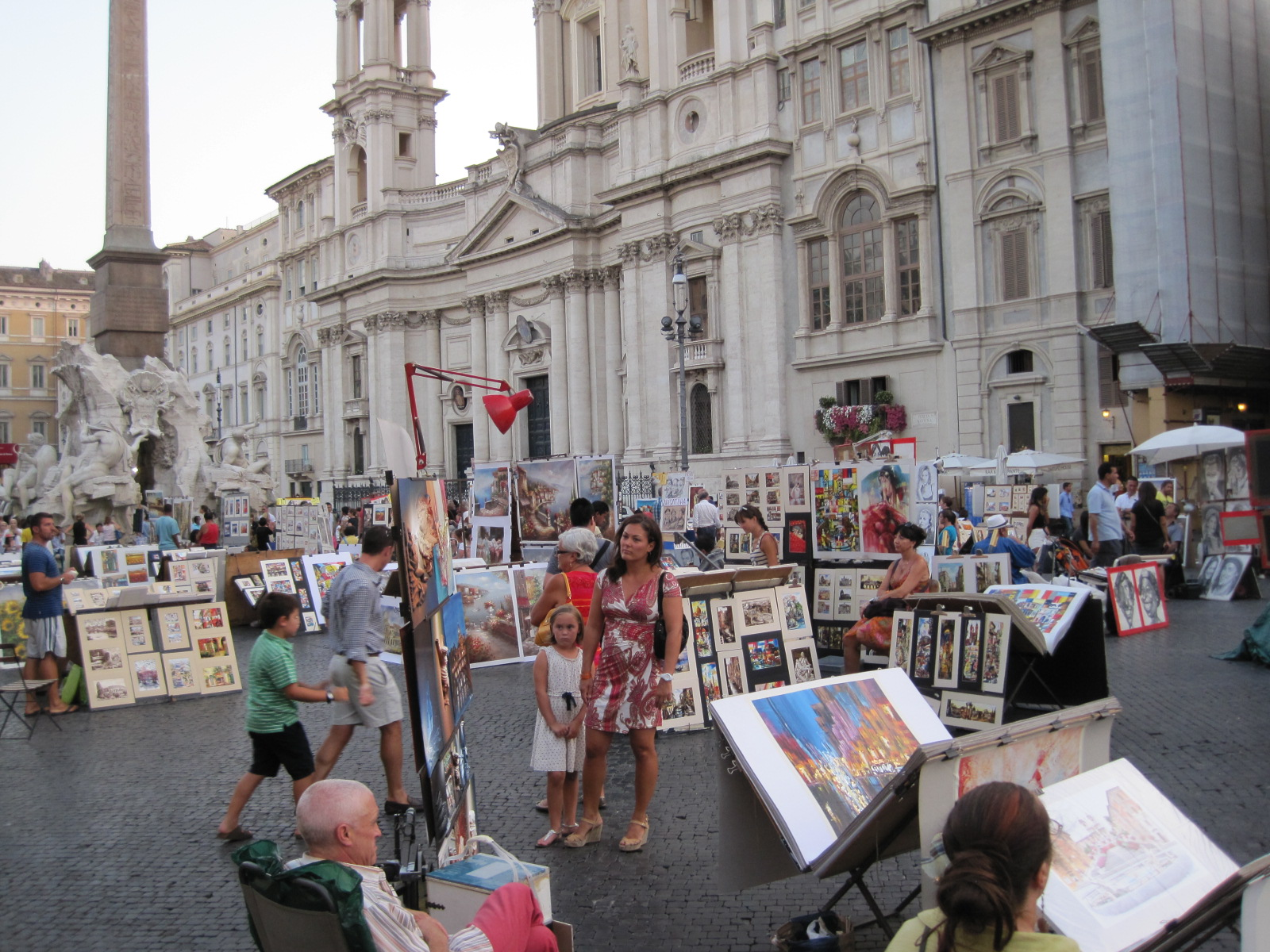
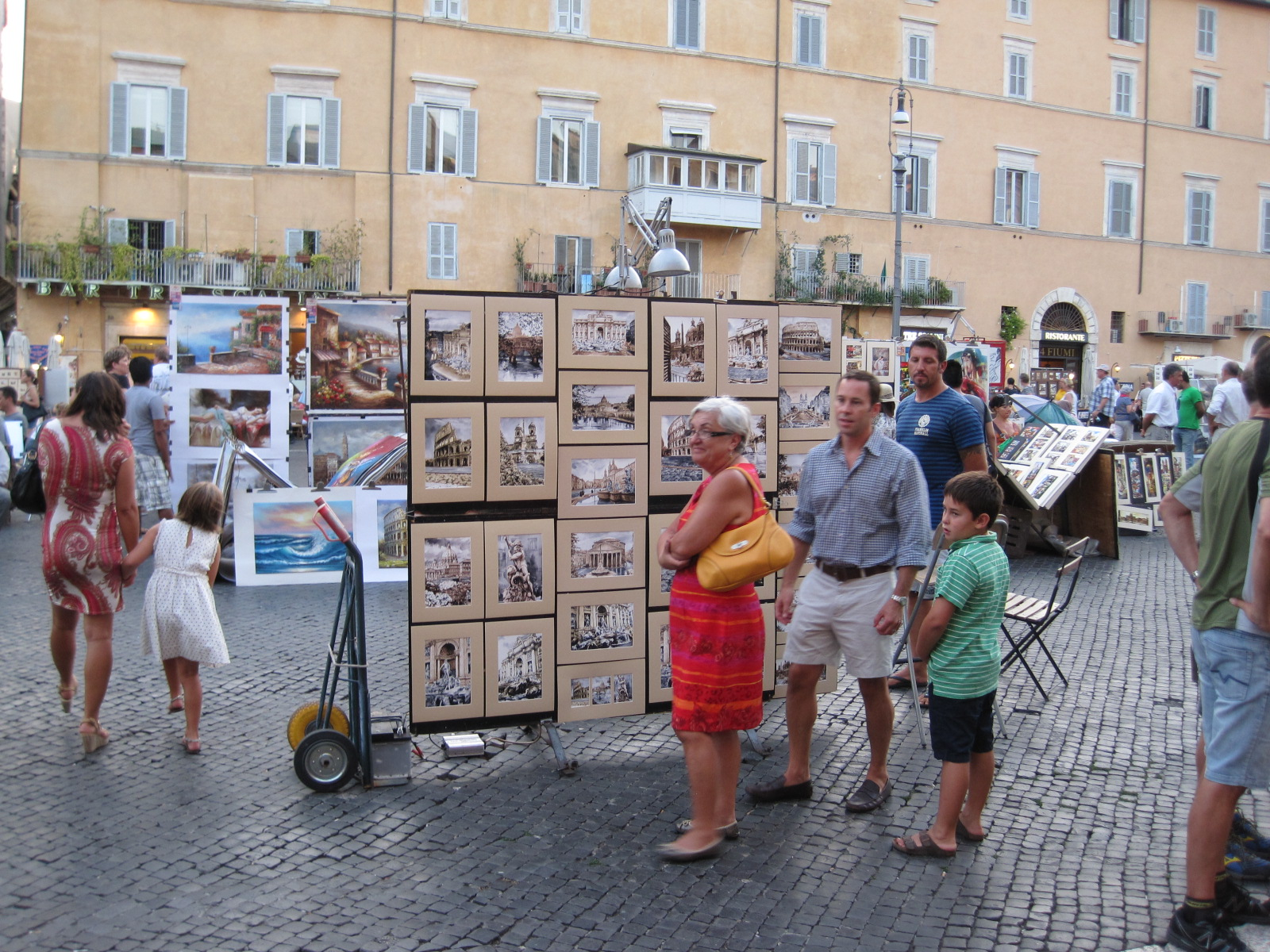
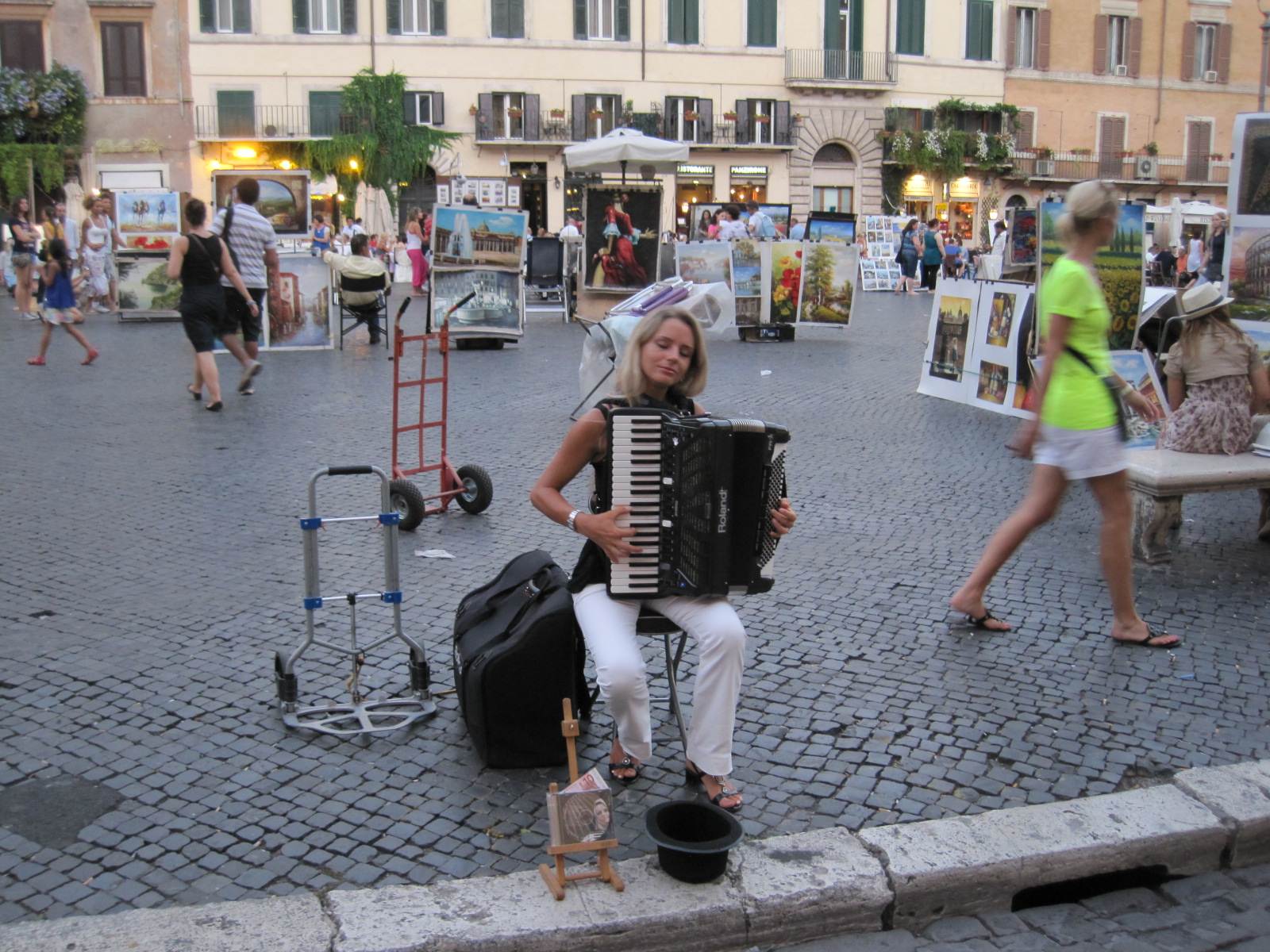
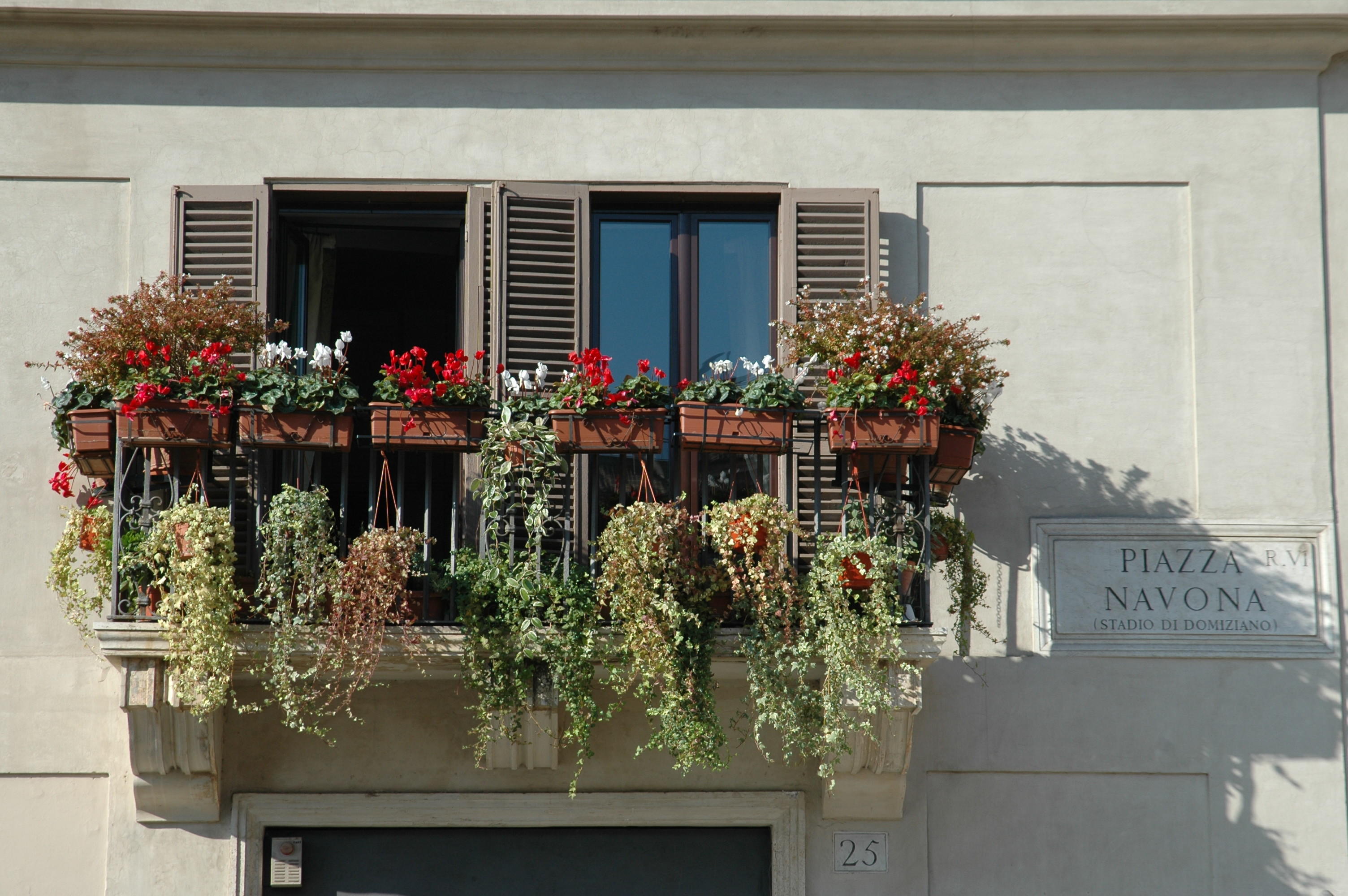
Un balcon sur la Piazza Navona, Rome